# Juliaca vargasi
Juliaca vargasi är en insektsart som beskrevs av Young 1977. Juliaca vargasi ingår i släktet Juliaca och familjen dvärgstritar. Inga underarter finns listade i Catalogue of Life.